# Estação Monceau
Monceau é uma estação da linha 2 do Metrô de Paris, localizada no limite do 8.º e do 17.º arrondissements de Paris.

## Localização
A estação está situada no boulevard de Courcelles, na borda do parc Monceau.

## História

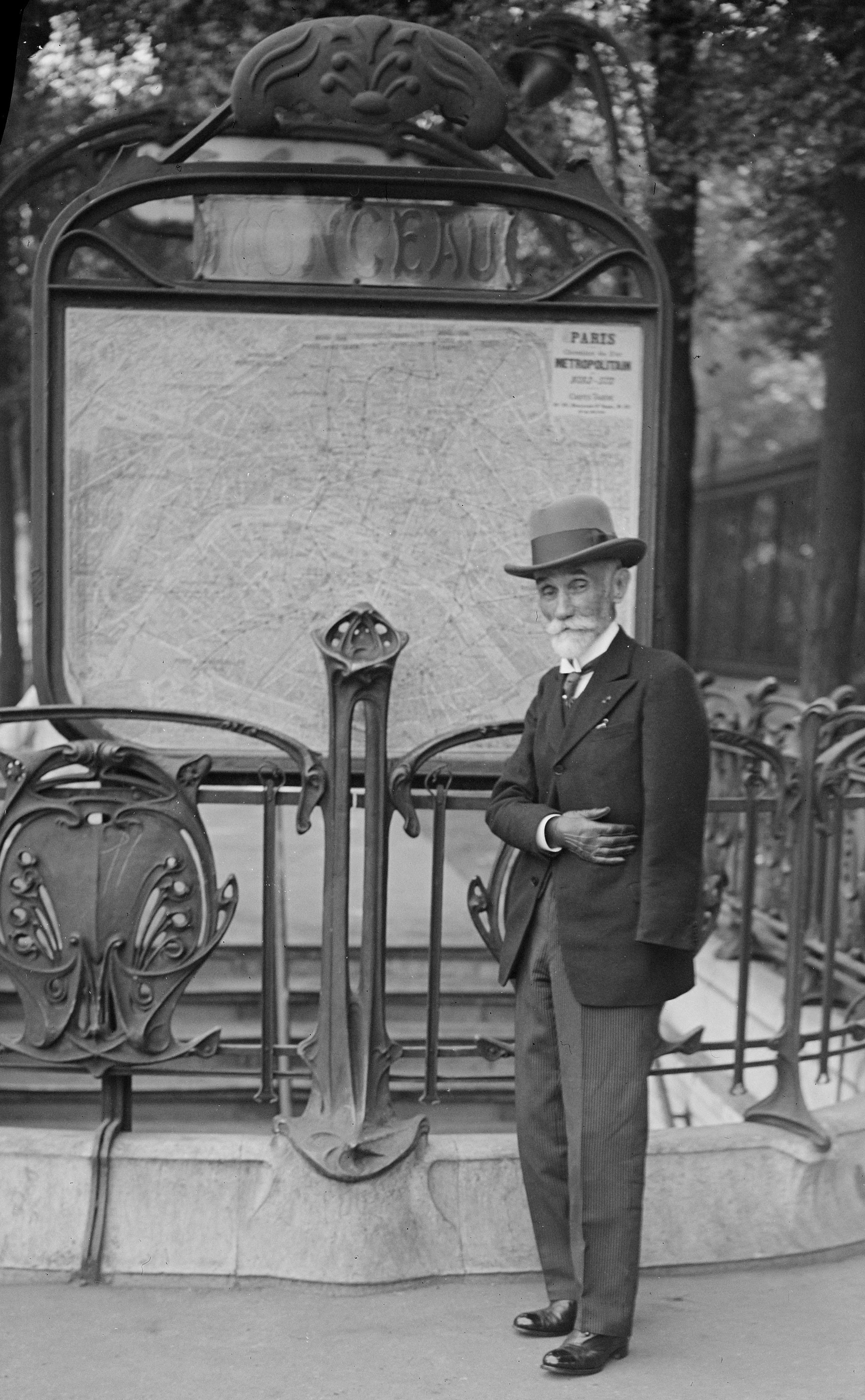
Fulgence Bienvenüe, em frente à entrada da estação.

A estação foi aberta em 7 de outubro de 1902 na linha 2 Nord da CMP (atual linha 2).
Deve o seu nome à vila de Monceau, que era uma povoação no século XV. O parc Monceau de mesmo nome é uma aquisição de Filipe de Orleans em 1778.
Em 2011, 1 605 664 passageiros entraram nesta estação. Ela viu entrar 1 654 418 passageiros em 2013 o que a coloca na 269ª posição das estações de metro por sua frequência em 302.
Em 1 de abril de 2016, metade das placas nominativas nas plataformas da estação foram substituídas pela RATP para fazer um Dia da Mentira no período do dia, como em outras doze estações. Monceau foi humoristicamente renomeada "Ma pelle" ("Minha pá").

## Serviços aos Passageiros

### Acessos
A estação tem um único acesso, dotado de uma edícula Guimard, levando para a calçada sul do boulevard de Courcelles, ao longo do Parc Monceau.

### Plataformas
Monceau é uma estação de configuração padrão: ela possui duas plataformas laterais separadas pelas vias do metrô e a abóbada é elíptica. A decoração é do estilo utilizado pela maioria das estações de metrô: as faixas de iluminação são brancas e arredondadas no estilo "Gaudin" da renovação do metrô da década de 2000, e as telhas em cerâmica brancas biseladas recobrem os pés-direitos, a abóbada e o tímpano. Os quadros publicitários são metálicos e o nome da estação é inscrito na fonte Parisine em placas esmaltadas. Os assentos "coque", aqui de cor verde, são típicos do estilo "Motte".

### Intermodalidade
A estação é servida pela linha 30 da rede de ônibus RATP.

## Pontos turísticos
- Parc Monceau
- Musée Cernuschi
- Musée Nissim-de-Camondo
- Consulado português de Paris

## Filmes rodados na estação
- Alias Caracalla de Alain Tasma (2013)

Galeria de fotografias
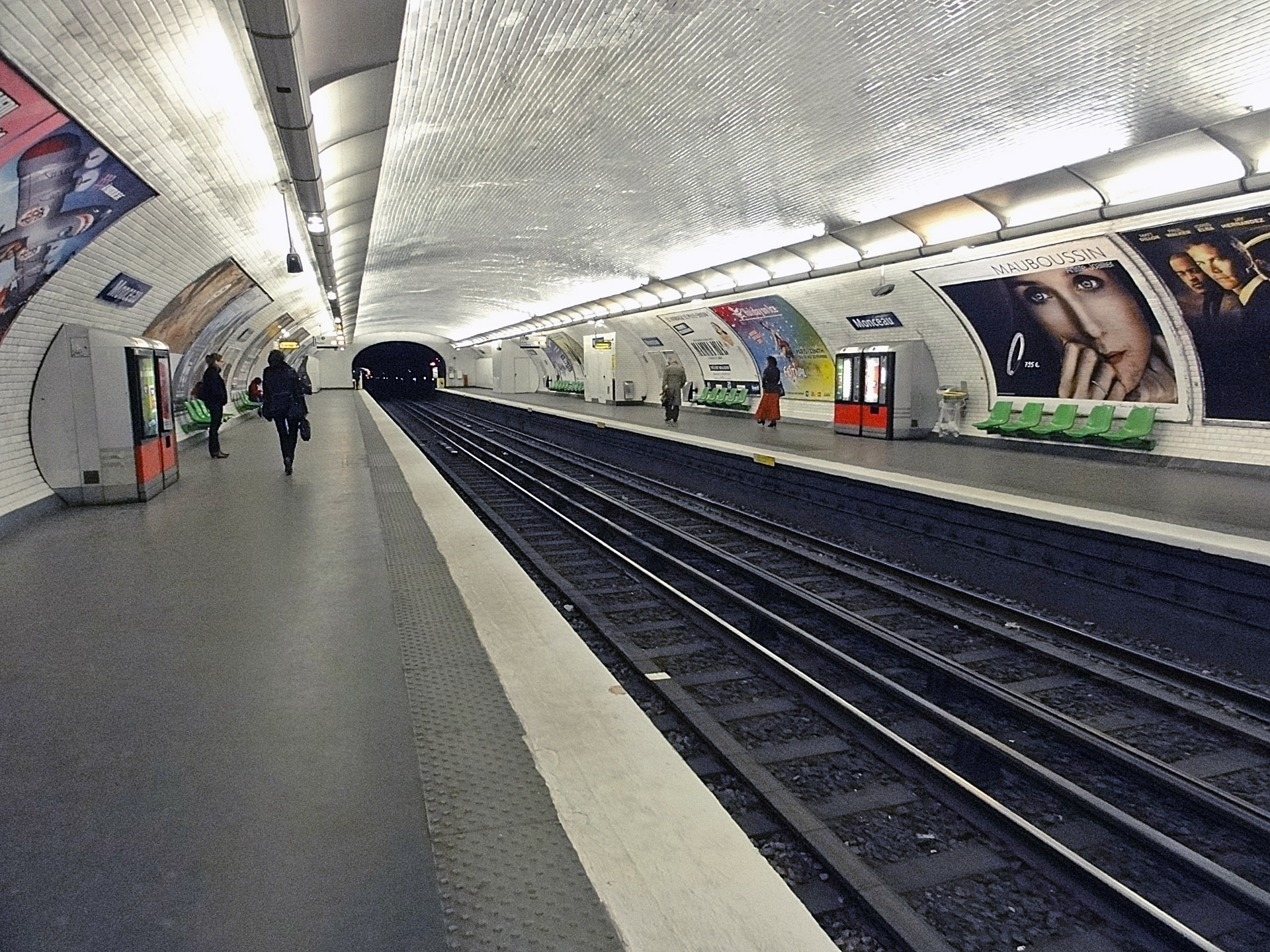
Visão geral das plataformas.
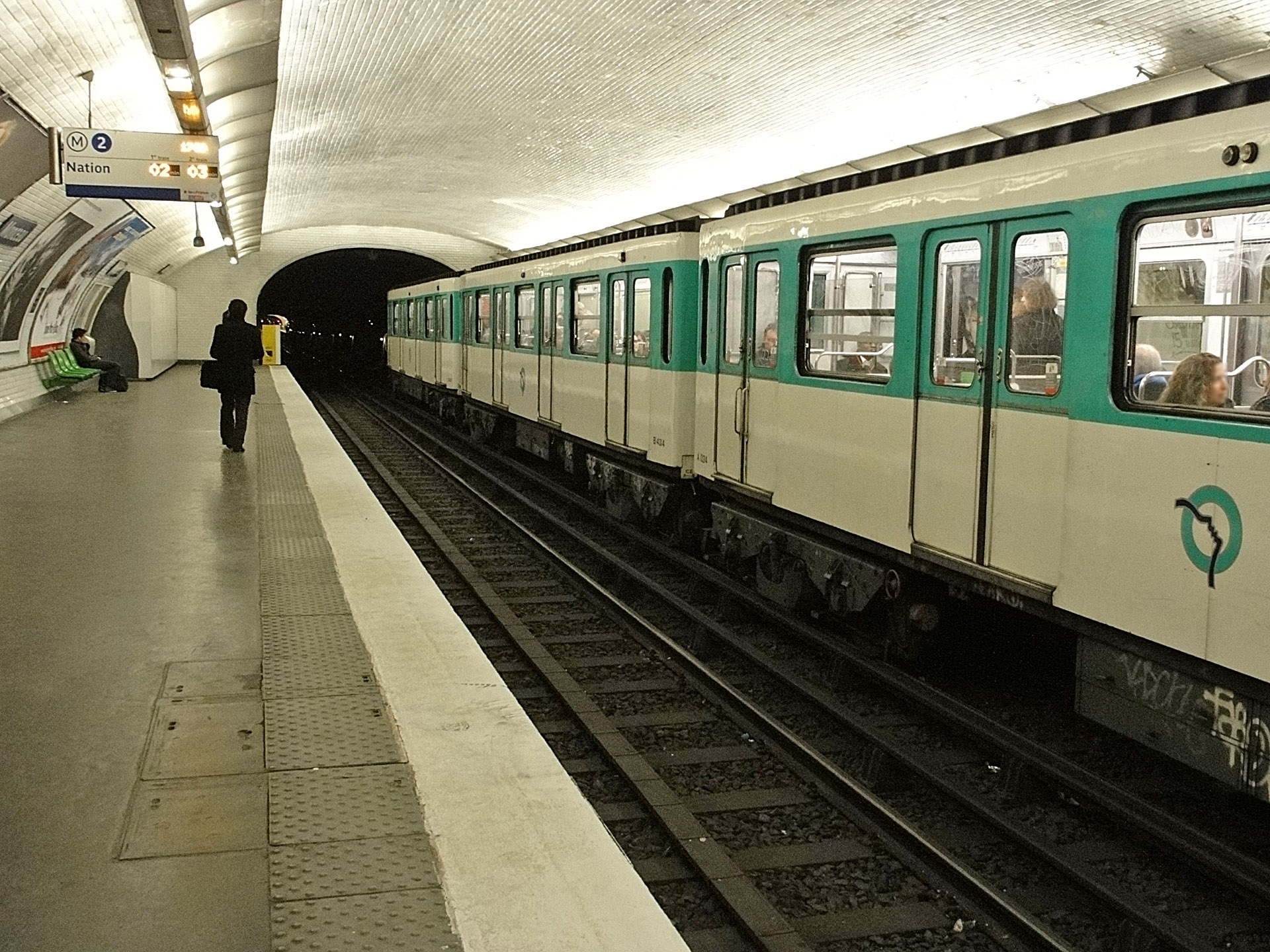
Um trem MF 67 na plataforma.
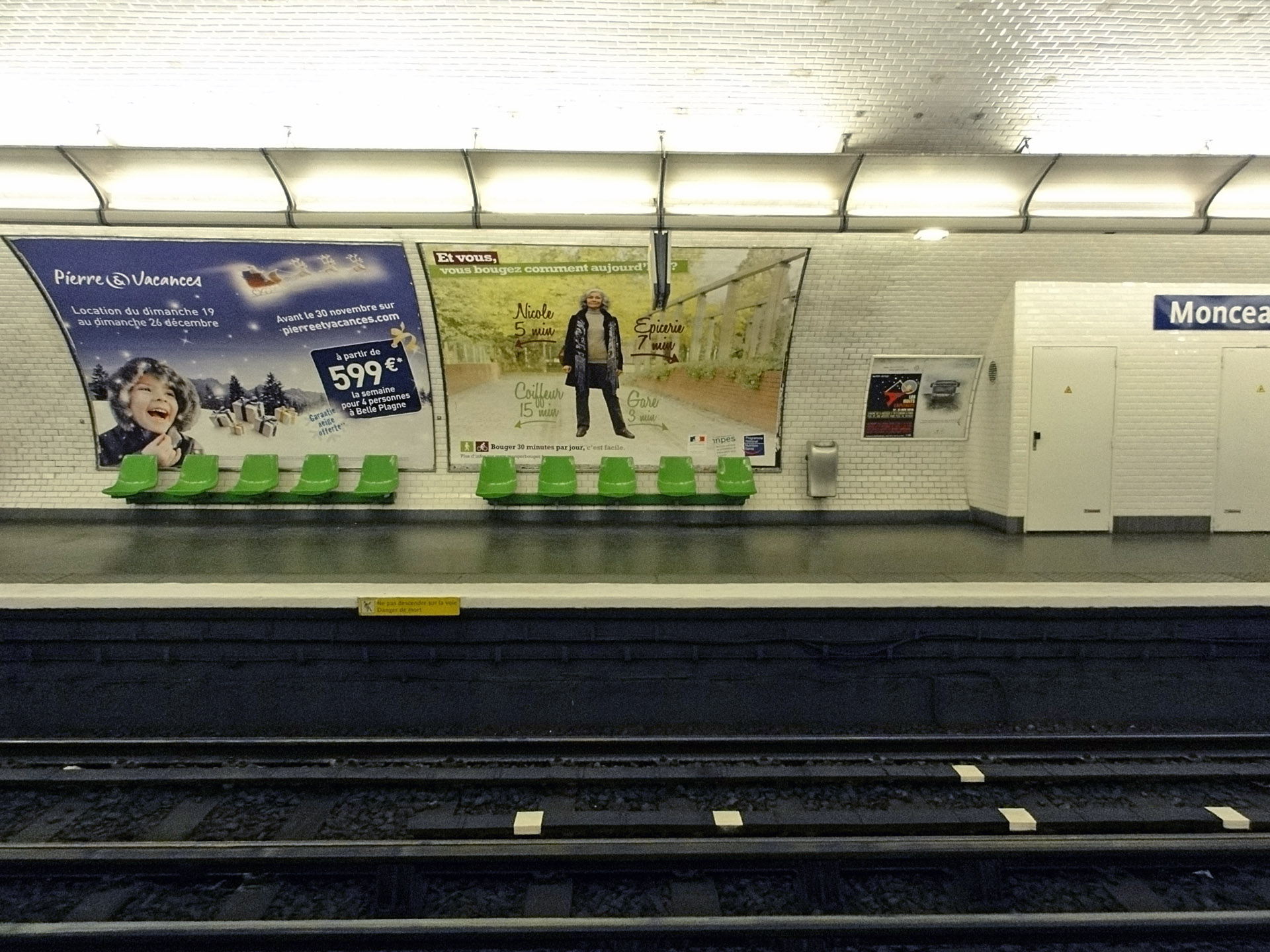
Vista detalhada dos equipamentos das plataformas.
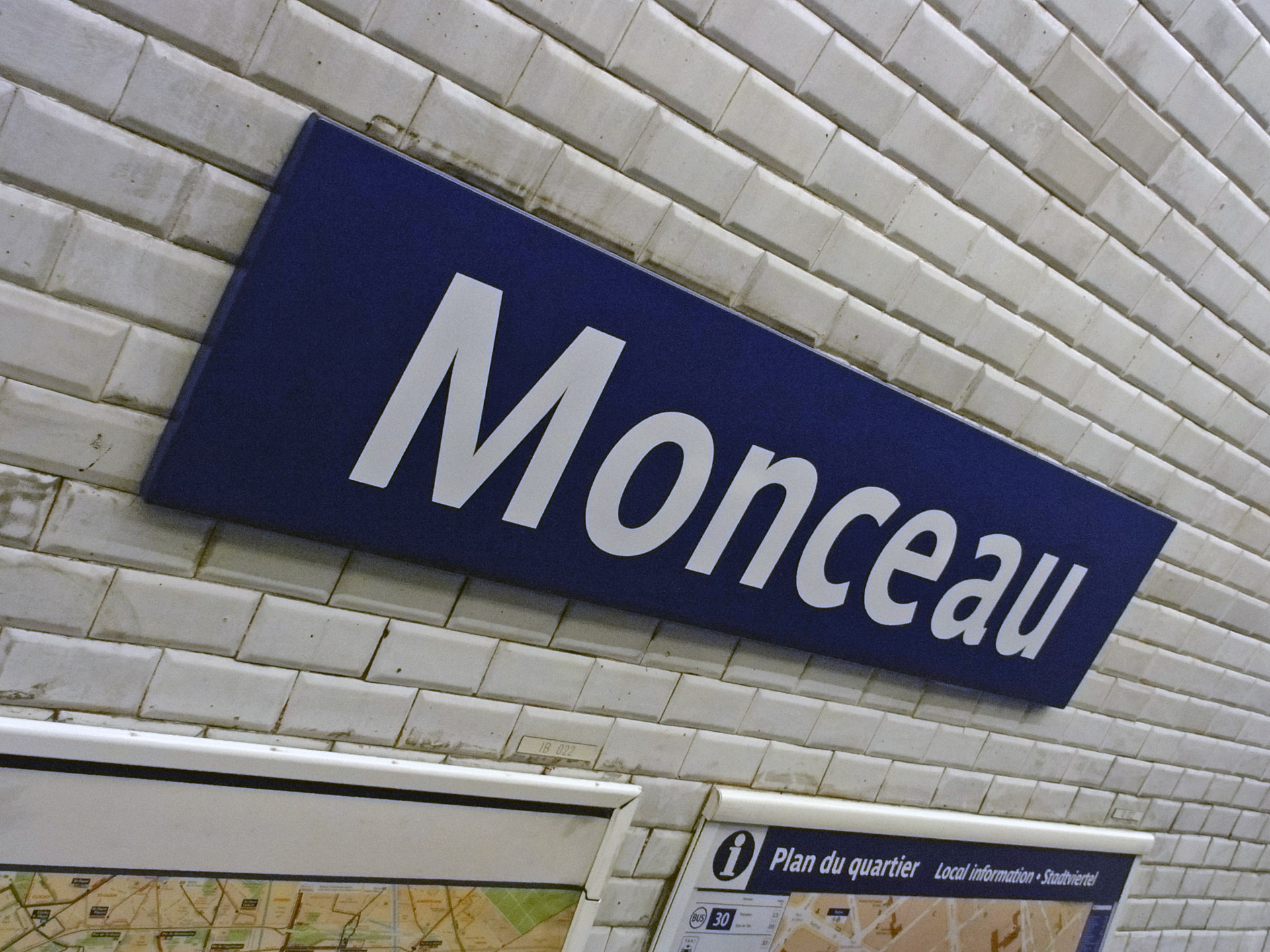
Placa esmaltada indicando o nome da estação.